# Danuta Ćirlić-Straszyńska
Danuta Ćirlić-Straszyńska (ur. 5 września 1930 w Kielcach, zm. 25 marca 2025) – polska tłumaczka i dziennikarka.

## Życiorys
Studiowała na Wydziale Filologicznym Uniwersytetu Warszawskiego, który ukończyła w 1953. Pracowała jako redaktor w Spółdzielni Wydawniczej „Czytelnik” (1950–1970). W latach 60. współpracowała jako krytyk z „Nowymi Książkami” i innymi czasopismami literackimi. Następnie pracowała w Redakcji Literackiej Polskiego Radia (1970–1971), później kierowała działem w piśmie „Literatura na Świecie” (1971–1990).
Członkini Stowarzyszenia Pisarzy Polskich i Polskiego PEN Clubu. Tłumaczyła literaturę z obszaru krajów byłej Jugosławii, z języka serbskiego, chorwackiego, bośniackiego, macedońskiego. Współpracowała z czasopismami: „Literatura na Świecie”, „Twórczość”, „Tygodnik Powszechny”, „Odra”, „Tygiel Kultury”.
Jej mężem był Branko Ćirlić (1916–2017), slawista serbski, tłumacz z języka serbskiego i innych języków bałkańskich, autor przewodnika po Jugosławii, mieszkający od 1946 w Polsce. Ich córka, Dorota Jovanka Ćirlić-Mentzel również jest tłumaczką, autorką recenzji w „Gazecie Wyborczej”.
Danuta Ćirlić-Straszyńska mieszkała w Warszawie.

## Nagrody i odznaczenia (wybrane)
- Order Jugosłowiańskiej Flagi ze Złotą Gwiazdą[3]
- Nagroda PEN Clubu serbskiego (1980)[3]
- Nagroda literacka ZAiKS-u dla tłumaczy (1984)[3][4]
- Nagroda Stowarzyszenia Tłumaczy Macedońskich (1984)[3]
- Nagroda Stowarzyszenia Tłumaczy Polskich (1984)[3]
- Nagroda „Literatury na Świecie” nagroda specjalna „Mamut” (2003)[5]
- Nagroda Prezydenta Miasta Gdańska za Twórczość Translatorską im. Tadeusza Boya-Żeleńskiego, za całokształt twórczości (2017)[6]